# Loup Centule
Francuski plemić Loup Centule (Centule-Loup; francuski: Loup Centulle; umro oko 905.) bio je vrlo vjerojatno prvi ili drugi vikont Béarna.
Nije potpuno jasno je li postao vikont.
Bio je sin plemića Centulea I. de Béarna, a majka mu je bila Centuleova žena (Aurija?).
Prema dokumentima upitne točnosti iz Alarcona, Loup Centule je potjecao od plemićke obitelji prvih vojvoda Gaskonje.
Loupova je supruga nepoznata, a imali su sina zvanog Centule II.
Njegov je unuk bio plemić Gaston I.